# Jobst Oetzmann
Jobst Christian Oetzmann (* 4. November 1961 in Hannover) ist ein deutscher Filmregisseur und Drehbuchautor.

## Leben und Wirken
Jobst Oetzmann begann seine Filmkarriere als Autodidakt. Bereits als Zwanzigjähriger produzierte er seine ersten Videofilme und gründete hierfür Mitte der achtziger Jahre eine eigene Produktionsfirma, die Slim Jobst Oetzmann Produktion mit Sitz in München. Zwischen 1985 und 1991 studierte Oetzmann an der Hochschule für Fernsehen und Film München und machte dort seinen Abschluss im Bereich Film und Fernsehspiel. Ursprünglich lagen seine Interessen auch im Bereich der Philologie; ein Studium ostasiatischer Sprachen (Japanisch und Chinesisch) brach er jedoch bald ab, um sich ausschließlich dem Film zu widmen. Noch während seiner Ausbildung entstand sein erster mittellanger Kinofilm (Der Condor), welcher 1988 als Auftakt für das 6° Festival Internazionale Cinema Giovani in Turin ausgewählt wurde. Auch für die Produktion der beiden Kurzfilme Only You und Lilias tanzt Schiele konnte er noch die Studios der Münchner Filmhochschule nutzen, letzterer wurde als Video im Betacam-Format abgedreht.
Seinen Durchbruch als ernstzunehmender Nachwuchsregisseur hatte Oetzmann mit der Verfilmung des Romans Die Einsamkeit der Krokodile von Dirk Kurbjuweit. Der Film wurde weltweit auf vielen Festivals (u. a. in Cannes, New York und Hongkong) gezeigt, erhielt 2001 den Bayerischen Filmpreis (Produzentenpreis) sowie weitere Nominierungen.
Im Deutschen Fernsehen machte sich Jobst Oetzmann einen Namen mit solider „Handwerkskunst“: als Regisseur und Drehbuchautor vieler Folgen bekannter Krimi-Serien. Hier vor allem zu nennen die Tatort-Reihe sowie mehrere Folgen von SOKO 5113.
Mit der Bearbeitung von 2er ohne griff er zum zweiten Mal eine Vorlage von Dirk Kurbjuweit auf, mit welchem er freundschaftlich verbunden ist. Auch zu diesem Film komponierte die Musik Dieter Schleip, den Oetzmann während seiner Münchner Studienzeit kennenlernte und mit dem er von Anfang an bevorzugt zusammenarbeitet.
Jobst Oetzmann ist Mitglied im Bundesverband Regie (BVR), wo er im Februar 2005 in den Vorstand gewählt wurde, dem er bis zur Mitgliederversammlung 2014 angehörte.

## Filmografie (Auswahl)

### Drehbuch und Regie
- 1988: Der Condor (Erstlingswerk zur Eröffnung des cinema giovani, Turin)
- 1991: Only You (Kurzfilm; preisgekrönt auf den Hofer Filmtagen 1992)
- 1992: Lilias tanzt Schiele (Kurzfilm; Tanzdarstellung der Gruppe Lilias, gewidmet dem Maler Egon Schiele)
- 1999: Die Einsamkeit der Krokodile (nach dem gleichnamigen Roman von Dirk Kurbjuweit)
- 2005: Die Hochzeit meines Vaters (Fernsehspiel für das ZDF)
- 2008: 2er ohne (nach einer Novelle von Dirk Kurbjuweit)
- 2009: Tatort: Wir sind die Guten
- 2010: Tatort: Die Heilige
- 2012: Tatort: Der traurige König
- 2018: Marie Brand und der schwarze Tag

### Regie (Fernsehproduktionen)
- 1998: Tatort: Schwarzer Advent
- 1998: Duell der Richter (Justizdrama für den SWR)
- 2000: Schwindelnde Höhe (Fernsehspiel für den SWR)
- 2001: Tatort: Im freien Fall
- 2002: Tatort: 1000 Tode
- 2003: Tatort: Der Schächter
- 2003: Ein grober Klotz (Fernsehfilm für den WDR)
- 2004: Drechslers zweite Chance (Fernsehfilm für den WDR)
- 2004: Delphinsommer (UFA-Fernsehproduktion für den WDR)
- 2006: Tatort: Das verlorene Kind
- 2007: Der Novembermann (Fernsehfilm mit Burghart Klaußner und Götz George für den WDR)
- 2013: Verbrechen nach Ferdinand von Schirach
- 2015: Tatort: LU
- 2019: Schwartz & Schwartz: Der Tod im Haus
- 2020: Tatort: Krieg im Kopf
- 2022: Tatort: Mord unter Misteln
- 2024: Tatort: Made in China

## Hörspiel
- 2003: Seide (nach dem gleichnamigen Roman von Alessandro Baricco)
- 2008: Der Novembermann (ersch. bei Hoffmann&Campe)

## Auszeichnungen
- 1992: Agfa-Geyer-Förderpreis (für Only You)
- 2002: Adolf-Grimme-Preis (für Tatort: Im freien Fall, zusammen mit Alexander Adolph, Silvia Koller, Miroslav Nemec und Udo Wachtveitl)